# Bierbaum am Auersbach
Bierbaum am Auersbach è una frazione di 481 abitanti del comune austriaco di Sankt Peter am Ottersbach, nel distretto di Südoststeiermark (Stiria). Già comune autonomo, il 1º gennaio 2015 è stato aggregato a Sankt Peter am Ottersbach assieme all'altro comune soppresso di Dietersdorf am Gnasbach.